# منذر صلاح
محمد منذر سليمان محمود صلاح (أبو ناصر؛ وُلد في 20 أبريل 1936 في نابلس – توفي في 14 مايو 2023 في عمّان) أكاديمي فلسطيني. كان رئيسًا لجامعة النجاح الوطنية ووزيرًا للتعليم العالي ولاحقًا رئيسًا للجامعة العربية الأمريكية، ورئيسًا لفرع الجامعة العربية المفتوحة في فلسطين.

## التحصيل العلمي
حمل درجة الدكتوراه في علم الحاسوب من جامعة غلاسكو.

## الحياة العملية
- في أكتوبر 1981، اُختير ليكون رئيسًا لجامعة النجاح الوطنية. أمضى سنة واحدة في المنصب بسبب قرار سُلطات الاحتلال الإسرائيلي إبعاده عن الضفة الغربية. عاد في عام 1984 وتسلم رئاسة الجامعة مرة ثانية.[2]
- في 9 أغسطس 1998، تولى حقيبة وزارة التعليم العالي الفلسطينية ضمن حكومة ياسر عرفات الثالثة واستمر حتى 13 يونيو 2002.[4]
- في 1 أبريل 2005، تولى رئاسة الجامعة العربية الأمريكية في جنين واستمر حتى 31 مارس 2007.[3]